# Bușeve, Rokîtne
Bușeve (în ucraineană Бушеве) este o comună în raionul Rokîtne, regiunea Kiev, Ucraina, formată numai din satul de reședință.

## Demografie
Componența lingvistică a comunei Bușeve
     Ucraineană (97,33%)
     Rusă (2,18%)
     Alte limbi (0,49%)
Conform recensământului din 2001, majoritatea populației comunei Bușeve era vorbitoare de ucraineană (97,33%), existând în minoritate și vorbitori de rusă (2,18%).